# Coriaria ruscifolia
Coriaria ruscifolia là một loài thực vật có hoa trong họ Coriariaceae. Loài này được L. mô tả khoa học đầu tiên năm 1753.